# Worthington Springs
Worthington Springs – miasto w Stanach Zjednoczonych, w stanie Floryda, w hrabstwie Union.

## Demografia
W roku 2000 miasto zamieszkiwały 193 osoby, a gęstość zaludnienia wynosiła 214,4 osoby/km². W roku 2023 liczba mieszkańców wzrosła do 389 osób, a gęstość zaludnienia przekroczyła 432 osoby/km². Na przestrzeni niespełna ćwierćwiecza zaludninie Worthington Springs zwiększyło się ponad 2-krotnie.